# المجد الذهبي
المجد الذهبي (بالإنجليزية: Golden Glory)‏ كان فريقًا لإدارة معسكرات الموياي تاي والكيك بوكسينغ والفنون القتالية المختلطة، ومقره في هولندا.